# William Steig
William Steig (14. listopadu 1907, New York – 3. října 2003, Boston) byl americký kreslíř a spisovatel židovského původu. Nejvíce uspěly jeho knihy pro děti, které psal i ilustroval. Nejznámější je Shrek! (1990). Kniha inspirovala stejnojmennou filmovou sérii. K jeho dalším známým dětským knihám patří Sylvester and the Magic Pebble, Abel's Island a Doctor De Soto. Za tu poslední získal v roce 1982 National Book Award.

## Život
Narodil se v Brooklynu, vyrůstal v Bronxu. Jeho rodiče byli židovští přistěhovalci ze Lvova (dnes Ukrajina). Byl členem univerzitního celoamerického týmu vodního póla. Studoval tři vysoké školy, ale žádnou nedokončil. V roce 1930 začal kreslit ilustrace a karikatury pro časopis The New Yorker. Vytvořil pro něj více než 2600 kreseb a 123 obálek. Jedna z jeho kreslených postaviček z New Yorkeru, "Chudá žalostná perla", byla v roce 1956 přeměněna na populární řadu panenek. Knihy pro děti, jimiž se nakonec nejvíce proslavil, začal psát až v 61 letech. Nakonec jich napsal přes třicet a tvořil je až do devadesáti let. První vyšla roku 1968. Třetí, Sylvester and the Magic Pebble (1969), získala Caldecottovu medaili. Nejslavnější Shrek vyšel roku 1990. Když byl zfilmován, komentoval Steig filmovou verzi slovy: "Je to vulgární, je to nechutné - a líbilo se mi to." Film Shrek 2, který byl do kin uveden sedm měsíců po Steigově smrti, byl v titulcích věnován jeho památce. Jeho první manželka byla sestrou antropoložky Margaret Meadové, tento sňatek jej také učinil švagrem spisovatele Leo Rostena. Jeho syn Jeremy Steig se stal jazzovým flétnistou. 